# Luigi Ferrari Bravo
Luigi Ferrari Bravo (Napoli, 5 agosto 1933 – Roma, 7 febbraio 2016) è stato un giurista italiano.
Ha portato la sua esperienza di docente di diritto internazionale nella Commissione del diritto internazionale delle Nazioni Unite ed è stato giudice della Corte internazionale di giustizia.

## Biografia
Ferrari Bravo si laureò in giurisprudenza alla locale Università Federico II nel 1956, assumendo poi l'assistentato di diritto internazionale..
L'ordinariato fu conseguito all'Università di Bari; egli poi tornò a Napoli all'Orientale, dove divenne preside della facoltà di scienze politiche.
Negli anni Settanta divenne docente di diritto internazionale all'Università La Sapienza di Roma; fu consigliere legale del Ministero degli affari esteri.
Fu giudice alla Corte internazionale di giustizia tra il 1995 ed il 1997.